# Chimilas
Chimila o ette ennaka ('gente propia') es un pueblo amerindio que vive en Colombia, el resguardo indígena integrado por las áreas de Issa Oristunna (Tierra de la Nueva Esperanza), y Ette Buteriya (Pensamiento Propio), del municipio de Sabanas de San Ángel, departamento del Magdalena. También habita en Itti Takke (Nueva Tierra), municipio de El Copey, departamento del Cesar, constituido como Resguardo en 2021, así como en Naara Kajmanta (Nuestra Madre), en el corregimiento de Gaira, Santa Marta, Magdalena. El 37,5 % de los chimilas habitan dispersos, por fuera de estos asentamientos.

## Historia
El territorio Chimila estuvo comprendido hasta el siglo XVIII entre el piedemonte la Sierra Nevada de Santa Marta, la isla de Mompox y la Ciénaga de Zapatosa, la ribera derecha del  río Magdalena, el río Ariguaní y el río Cesar, siendo sus vecinos al suroriente los Yukpa (caribes); al norte y noroccidente los Ijka, Kogui y Mocaná y al sur los Pacabuye. 
Durante el siglo XVIII el territorio chimila fue sometido a la continuada invasión por los hacendados españoles, que finalmente obligaron a los indígenas a aceptar reducirse a poblados, a finales de ese siglo y al comenzar el siglo XIX. Aprovechando la guerra de la independencia, los Chimila dejaron los poblados y se internaron en las selvas, especialmente en la cuenca del río Ariguaní. A partir de 1920 patronos italianos se apoderaron de territorio chimila y de trabajadores indígenas, para explotar el bálsamo de Tolú, pero todavía en 1944 era posible encontrar a chimilas disfrutando de su vida tradicional en zonas selváticas que les servían de refugio.
Entre 1946 y 1960 los refugios Chimila fueron atacados por los hacendados que quemaban los asentamientos e instalaban a sus habitantes como mano de obra de las haciendas, bajo el sistema feudal del terraje. Hacia 1989 los Chimila estaban atomizados trabajando en fincas en la llanura del Ariguaní entre Monte Rubio y El Difícil. Su lucha logró que el Instituto Colombiano para la Reforma Agraria extinguiera el dominio del hacendado en un sector de la finca La Sirena para constituir el 19 de noviembre de 1990, el resguardo donde hoy viven, al que se le agregó un terreno comprado por la misma entidad en la finca Alemania, el 2 de abril de 1992,  que los Chimila llaman Ette Butterita. A partir de 2005 el Instituto Colombiano de Desarrollo Rural ha adquirido paulatinamente otras fincas para ampliar el resguardo chimila y solucionar el problema de la escasez de tierra.
Hoy los Chimila viven fundamentalmente de la agricultura y el trabajo asalariado en las haciendas ganaderas. Los sueños parecen ser muy importantes para su cultura. Los Chimilas, habitan zonas que actualmente conforman  el resguardo  mayor llamado Issa Oristuna en el municipio Sábanas de San Ángel Magdalena, El Copey, Bosconia, Chiriguaná, los corregimientos de Mariangola, Aguas Blancas, Caracolí, Los Venados, en el municipio de Valledupar.

## Idioma
Su idioma es el  ette taara ('lengua de la gente'), de la familia lingüística chibcha. Una sorpresa para los lingüistas fue encontrar en Issa Oristunna, que los Chimila aun hablaban su idioma, ya que anteriormente temían hacerlo en público debido a la violencia que los hacendados desencadenaban contra lo que identificaban como restos de lo indígena. Actualmente la comunidad adelanta programas de etnoeducación y los niños son educados también en su propia lengua.
El chimila es una lengua divergente del grupo magdalénico de la familia chibcha, que constituye un grupo independiente de las vecinas lenguas arhuacas, también de la familia chibcha.